# Ethan Finlay
Ethan Finlay est un joueur international américain de soccer né le 6 août 1990 à Duluth dans le Minnesota. Il évolue au poste de milieu de terrain à l'Austin FC en MLS.

## Biographie
Ethan Finlay est repêché en dixième position par le Crew de Columbus lors de la MLS SuperDraft 2012.